# 浅齿橐吾
浅齿橐吾（学名：Ligularia potaninii）是菊科橐吾属的植物，是中国的特有植物。分布在中国大陆的四川、甘肃等地，生长于海拔4,000米的地区，多生长于沼泽，目前尚未由人工引种栽培。